# Тернер (тауншип, Миннесота)
Тернер (англ. Turner) — тауншип в округе Эйткин, Миннесота, США. На 2000 год его население составило 144 человека.

## География
По данным Бюро переписи населения США площадь тауншипа составляет 92,6 км², из которых 77,1 км² занимает суша, а 15,5 км² — вода (16,73 %).

## Демография
По данным переписи населения 2000 года здесь находились 144 человека, 74 домохозяйства и 46 семей. Плотность населения —  1,9 чел./км². На территории тауншипа расположено 233 постройки со средней плотностью 3,0 построек на один квадратный километр. Расовый состав населения: 86,11 % белых, 9,03 % коренных американцев и 4,86 % приходится на две или более других рас.
Из 74 домохозяйств в 13,5 % воспитывались дети до 18 лет, в 54,1 % проживали супружеские пары, в 4,1 % проживали незамужние женщины и в 37,8 % домохозяйств проживали несемейные люди. 32,4 % домохозяйств состояли из одного человека, при том 6,8 % из — одиноких пожилых людей старше 65 лет. Средний размер домохозяйства — 1,95, а семьи — 2,30 человека.
13,9 % населения — младше 18 лет, 0,7 % — в возрасте от 18 до 24 лет, 23,6 % — от 25 до 44, 43,8 % — от 45 до 64, и 18,1 % — старше 65 лет. Средний возраст — 52 года. На каждые 100 женщин приходилось 114,9 мужчин. На каждые 100 женщин старше 18 приходилось 106,7 мужчин.
Средний годовой доход домохозяйства составлял 28 333 доллара, а средний годовой доход семьи —  29 583 доллара. Средний доход мужчин —  28 750  долларов, в то время как у женщин — 18 750. Доход на душу населения составил 18 766 долларов. За чертой бедности находились 9,3 % семей и 17,5 % всего населения тауншипа, из которых 42,9 % младше 18 лет.